# Retiro (Kolumbia)
Retiro – miasto w Kolumbii, w departamencie Antioquia.